# Kosmos 213
Kosmos 213 (ryska: Космос-213) var en obemannad testflygning i Sovjetunionens Sojuzprogram. Farkosten sköts upp med en Sojuz-raket från Kosmodromen i Bajkonur den 15 april 1968 med en Sojuz-raket.
Kosmos 213 gjorde en automatisk dockning med Kosmos 212 den 15 april 1968.
Farkosten återinträdde i jordens atmosfär och landade i Sovjetunionen den 20 april 1968.